# Gustav Ritter (Ingenieur)
Gustav Ritter war Ingenieur und Erzeuger des Konservierungs-Präparates „Exsiccator“ in Warschau Ende des 19. Jahrhunderts.

## „Exsiccator“

Werbung für „Exsiccator“ (1894)

Unter dem Namen „Exsiccator“ (vom Latein exsiccare: austrocknen) brachte Gustav Ritter in Warschau Ende des 19. Jahrhunderts ein Präparat in den Handel, das angeblich das beste Mittel zur Beseitigung des Hausschwammes war. Nach des Erfinders Ausführungen in der von ihm herausgegebenen Brochure schien es ein Produkt der Steinkohlen-Destillation zu sein, wahrscheinlich ein Carbolineum mit starkem Phenolgehalt.
In einer Monographie präsentierte er die Vorteile seines Präparates und erklärte die konkurrierenden mit, „pomphaften Namen tragenden Mittel wie: Mycothanaton, Antimeruliun, Carbolineum, Gudronit“ als wenig brauchbar. Der schlichte „Exsiccator“, dessen Erfindung „die Frucht fünfzehnjähriger mühevoller Experimente“ darstellte, sollte allem Schwammelend ein Ende bereiten und das beste Holzconservirungsmittel darstellen. Der Preis betrug im Jahre 1891 35 kr. pro Kilogramm, mit 1 Kilogramm sollten 12 Quadratmeter bestrichen werden können.
Um 1890 gab es ein weiteres Mittel, das „wasserdichte, antiseptische Holzconservirungs- und Anstrichöl Siccatin“ von C. Haumann’s Witwe und Söhne in Wien.
Die Zusammensetzung seines Exsiccator hielt er geheim, nachdem er das Mittel als seine Erfindung betrachtete. Die Wirkung wäre eine doppelte, eine physische und eine chemische, und der Erfinder führte darüber Folgendes aus:
Durch seine hohe Dichte verdrängte der Exsiccator das in den Poren des Holzes verbleibende Wasser und füllte alle Kanäle durchgehends aus. Dadurch hob er die Porosität des Holzes auf und verhinderte das Eindringen von Feuchtigkeit und atmosphärischer Niederschläge in das Innere des Holzes. Durch seinen hohen Siedepunkt, +295 Grad Celsius, trug er zum raschen Ausdunsten aller Feuchtigkeit des Holzes bei und wurde am besten in siedendem Zustand aufgetragen. Der Exsiccator enthielt unter anderen Bestandteile 25 % in hohem Grade antiseptisch wirkender Stoffe, die nicht nur alle der Fäulniss unterliegenden Bestandteile des Holzes vor Zersetzung schützten, sondern alle Sporen, also auch die des Hausschwammes töteten und vernichteten. Er wirkte ebenfalls sehr energisch gegen allerlei Holzwürmer, indem er die Larven und lebenden Tiere tötete und ihre Gänge verstopfte. Der Exsiccator wurde vom Holz aufgenommen, er blieb nicht auf der Oberfläche, sondern floss tief ins Innere des Holzes und da er vollkommen flüssig, ohne jegliche suspendierte Bestandteile war, so brachte er die Maserung des Holzes zum Vorschein, indem er durch Oxydation dem Holze eine nussbraune Farbe verlieh.
Der Exsiccator stellte eine dicke, sich fett anfühlende, dunkelgrüne Flüssigkeit dar, die den damit angestrichenen Gegenständen eine grün-braune Farbe erteilte, die durch Oxidation der Luft allmählich in nussbraun überging. Der Anstrich mit dem Mittel trocknete im Freien binnen 24 Stunden, in geschlossenen Räumen bedurfte er fünf Tage, ehe er vollkommen eingesaugt war. Doch durch öfteres Lüften wurde dieser Trockenprozess beschleunigt. Auf der Oberfläche verblieb zuweilen ein lockerer, abreibbarer Staub von gelber Farbe, die Kristallinischen Bestandteile, die mit der Zeit verdunsteten. Das Erhitzen des Exsiccators brachte keine Feuergefahr mit sich, da sein Gehalt an Metallsalzen feuersichernd wirkte.
Obwohl der Exsiccator keine stark ätzend wirkenden Bestandteile enthielt, so übte er doch auf zarte Hautteile einige Wirkung aus. Es mussten daher die damit beschäftigten Arbeiter sich vor Berührung des Gesichtes oder anderer Körperteile mit durch Exsiccator beschmutzten Händen hüten, da dadurch vorübergehende Berührung der Haut mit brennendem Gefühl hervorgerufen wurde. Auf gröberen Hautstellen, wie z. B. an den Händen, übte der Exsiccator durchaus keine Wirkung.
Gustav Ritter wurde mit seinem Produkt erfolgreich und zählte den kaiserlichen Hof in Wien zu seinen Kunden. Dafür wurde ihm der Titel eines k.u.k. Hoflieferanten verliehen.